# Búč
Búč es un municipio del distrito de Komárno en la región de Nitra, Eslovaquia, con una población estimada a final del año 2024 de 1118 habitantes.
Se encuentra ubicado al suroeste de la región, cerca de los ríos Danubio y Váh, y de la frontera con Hungría.

## Demografía
| Año        | 1994 | 2004     | 2014    | 2024    |
| ---------- | ---- | -------- | ------- | ------- |
| Población  | 1337 | 1196     | 1151    | 1118    |
| Diferencia |      | −10,54 % | −3,76 % | −2,86 % |

| Año        | 2023 | 2024    |
| ---------- | ---- | ------- |
| Población  | 1113 | 1118    |
| Diferencia |      | +0,44 % |